# Labena polemica
Labena polemica là một loài tò vò trong họ Ichneumonidae.